# 1896년 하계 올림픽 덴마크 선수단
덴마크는 1896년 4월 6일부터 15일까지 자국 아테네에서 열린 제1회 하계 올림픽에 참가했다. 참가 선수 세 명 중 두 명이 금메달 1개, 은메달 2개, 동메달 3개를 땄다. 특히 비고 옌센은 두 종목에서 금은동 모두를 각각 한 개씩 획득했다.

## 메달 집계

### 종목별 참가 선수 및 메달 집계
| 종목 | 참가 선수 | 1 | 2 | 3 | 메달 합계 |
| 역도 | 1         | 1 | 1 |   | 2         |
| 육상 | 3         |   |   |   | 0         |
| 사격 | 3         |   | 1 | 2 | 3         |
| 체조 | 1         |   |   |   | 0         |
| 펜싱 | 1         | 0 | 0 | 1 | 1         |
| 합계 | 3         | 1 | 2 | 3 | 6         |

### 메달리스트
| 메달 | 이름               | 종목 | 세부 종목                | 날짜     |
| ---- | ------------------ | ---- | ------------------------ | -------- |
|      | 비고 옌센          | 역도 | 남자 양손                | 4월 7일  |
|      | 비고 옌센          | 역도 | 남자 한손                | 4월 7일  |
|      | 홀게르 루이스 닐센 | 사격 | 남자 30m 자유권총        | 4월 11일 |
|      | 홀게르 루이스 닐센 | 펜싱 | 남자 사브르 개인전       | 4월 9일  |
|      | 홀게르 루이스 닐센 | 사격 | 남자 25m 속사권총        | 4월 11일 |
|      | 비고 옌센          | 사격 | 남자 300m 자유소총 3자세 | 4월 12일 |

## 사격
홀게르 루이스 닐센이 권총 부문에서 은메달과 동메달을 각각 1개씩, 비고 옌센이 300m 자유소총 3자세에서 동메달을 땄다.

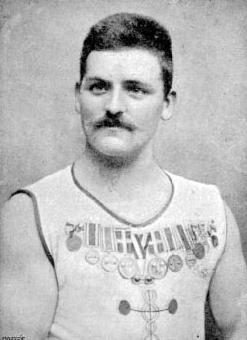
비고 옌센

소총
| 선수               | 세부 종목           | 점수 | 순위 |
| 비고 옌센          | 200m 군사소총       | 845  | 12   |
| 비고 옌센          | 300m 자유소총 3자세 | 1305 | 3    |
| 오이겐 슈미트      | 200m 군사소총       | 1640 | 6    |
| 홀게르 루이스 닐센 | 200m 군사소총       | 기권 | 실격 |

권총
| 선수               | 세부 종목    | 점수 | 순위 |
| 홀게르 루이스 닐센 | 25m 군사권총 | ?    | 5    |
| 홀게르 루이스 닐센 | 25m 속사권총 | ?    | 3    |
| 홀게르 루이스 닐센 | 30m 자유권총 | 285  | 2    |

## 역도
양손 들기 종목에서는 비고 옌센과 Launceston Elliot,은 같은 무게인 111.5k을 들어올렸다. 그러나 이 종목의 심판을 맡은 요르요스 그리스 왕자는 옌센의 자세가 더 좋았다고 판정했다. thereby doomed Dane wins. In the second discipline, one-hand lift, was Jensen 57 kg far from Elliot's 71 kg and therefore he had to settle for second place in the discipline.
| 선수      | 세부 종목 | 기록  | 순위 |
| 비고 옌센 | 양손      | 111.5 | 1    |
| 비고 옌센 | 한손      | 57.0  | 2    |

## 육상
선수 3명이 참가했지만, 좋은 성적을 내지는 못했다. 비고 옌센이 포환던지기에서 4위를 한 것이 가장 좋은 성적이었다.
트랙 경기
| 선수          | 세부 종목 | 예선 | 예선 | 결선      | 결선      |
| 선수          | 세부 종목 | 기록 | 순위 | 기록      | 순위      |
| 오이겐 슈미트 | 100m      | ?    | 4    | 진출 실패 | 진출 실패 |

필드 경기
| 선수               | 세부 종목  | 기록 | 순위 |
| 비고 옌센          | 포환던지기 | ?    | 4    |
| 비고 옌센          | 원반던지기 | ?    | ?    |
| 홀게르 루이스 닐센 | 원반던지기 | ?    | ?    |

## 체조
비고 옌센은 로프등반 종목에서 참가 선수 5명 중 4위를 차지했다. 그는 높이 길이 14m의 로프를 오르는데 실패했지만, 실제 몇 m까지 올라갔는지는 확실치 않다. 다만 동메달을 딴 선수가 기록한 12.5m보다 짧은 것은 분명하다.
| 선수      | 세부 종목 | 기록 | 순위 |
| 비고 옌센 | 로프등반  | ?    | 4    |

## 펜싱
홀게르 루이스 닐센 한 선수가 참가했다. 그는 사브르 종목에서 4전 2승 2패로 동메달을 획득했다.
| 선수               | 세부 종목     | 예선      | 결선                             | 결승           | 최종 순위 |
| 선수               | 세부 종목     | 승패      | 승패                             | 상대 선수 결과 | 최종 순위 |
| 홀게르 루이스 닐센 | 사브르 개인전 | 경기 없음 | 텔레마코스 카라칼로스 패 2-3     | 경기 없음      | 3         |
| 홀게르 루이스 닐센 | 사브르 개인전 | 경기 없음 | 게오르기오스 이아트리디스 승 3-1 | 경기 없음      | 3         |
| 홀게르 루이스 닐센 | 사브르 개인전 | 경기 없음 | 이오아니스 게오르기아디스 패 2-3 | 경기 없음      | 3         |
| 홀게르 루이스 닐센 | 사브르 개인전 | 경기 없음 | 아돌프 슈말 승 3-2               | 경기 없음      | 3         |

## 참고 문헌
- Lampros, S.P.; Polites, N.G.; De Coubertin, Pierre; Philemon, P.J.; & Anninos, C. (1897). 《The Olympic Games: BC 776 – AD 1896》 (PDF). Athens: Charles Beck. 2013년 1월 16일에 원본 문서 (PDF)에서 보존된 문서. 2010년 4월 6일에 확인함.
- Mallon, Bill; & Widlund, Ture (1998). 《The 1896 Olympic Games. Results for All Competitors in All Events, with Commentary》 (PDF). Jefferson: McFarland. ISBN 0-7864-0379-9. 2011년 5월 14일에 원본 문서 (PDF)에서 보존된 문서. 2010년 4월 6일에 확인함.
- Smith, Michael Llewellyn (2004). 《Olympics in Athens 1896. The Invention of the Modern Olympic Games》. London: Profile Books. ISBN 1-86197-342-X.